# Viarago
Viarago ist eine Fraktion der Gemeinde Pergine Valsugana (TN) in der Region Trentino-Südtirol.
Ursprünglich wurde Viarago "Viaracum" oder "Vilrag", später "Viarac" genannt.
Die Siedlung erstreckt sich auf einer Terrasse am rechten Ufer des Fersen, zwischen 650 und 690 m.
Einige Bäche (der Rio Carpenè, der Rio dei Osei, der Rio della val del Pont und der Rio Minghet) haben das Plateau von Viarago eingeschnitten und fließen zwischen Canezza und Serso in den Fersen.

## Geschichte
Zwischen Viarago und Serso wurden Siedlungsreste aus der Bronze- und Eisenzeit gefunden. Die ältesten Fundstücke aus Viarago gehen bis auf die 1500er Jahre vor Christus zurück.
Viarago wurde erstmals am 15. Mai 1214 urkundlich erwähnt. Die Gastaldia wurde etwa in der Mitte des 13. Jahrhunderts gegründet.
1330 hat Heinrich von Tirol dem Böhmen Nicolaus Paswicz erlaubt in Verlag (Viarago) nach Silber zu schürfen.
Darauf entstanden zahlreiche Bergwerke, die sowohl die Gegend von Viarago als auch das naheliegende Fersental betrafen (dort ließen sich die ersten deutschsprachigen Bergarbeiter nieder). Etwa 200 Jahre dauerte die Blüte des Bergbaus.
Die Bergwerke wurden anfangs von Geldgebern aus dem Heiligen Römischen Reich betrieben, später gingen sie in den Besitz der bekanntesten Adelsfamilien des Trentino über.
Für die Förderung und Verhüttung der Mineralien wurden die Schutz- und Nutzwälder der Umgebung abgeholzt, zum Schutz der übrigen Wälder wurde 1544 ein Saltario genannter Waldaufseher eingeführt.
1804 – 1808 wurde aus der Gastaldia eine Gemeinde. 1928 wurde Viarago in die Stadt Pergine Valsugana eingemeindet. Die ehemaligen Gemeindegüter wurden in öffentliche Güter umgewandelt.

## Kirchen
- Chiesa di San Giorgio (St.-Georg-Kirche), Bauzeit unbekannt (1394 erste Nennung)
- Chiesa dei Santi Fabiano e Sebastiano (Fabian-und-Sebastian-Kirche) Bauzeit unbekannt (1489 erste Nennung), 1717 umgebaut
- La Madonnina (Marienkapelle), Bauzeit unbekannt
- Kirchlein von Tenabri (Antonius-Abbas-Kirchlein) errichtet 1759.